# Фред Грім
Фред Грім (нід. Fred Grim, нар. 17 серпня 1965, Амстердам) — нідерландський футболіст, що грав на позиції воротаря. По завершенні ігрової кар'єри — тренер.

## Ігрова кар'єра
Народився 17 серпня 1965 року в місті Амстердам. Вихованець юнацьких команд футбольних клубів Йос та «Аякс».
Почав кар'єру у складі амстердамського клубу, але не зміг закріпитися в його складі. У 1987 році перейшов до складу «Камбюра», де і розкрив свої таланти воротаря, зігравши у понад 300 матчах за клуб.
1994 року повернувся в «Аякс» і наступного року виграв з командою титул чемпіона Нідерландів, а також став переможцем Ліги чемпіонів УЄФА, володарем Суперкубка УЄФА, Міжконтинентального кубка та Суперкубка Нідерландів. Втім, сам Грім не був основним гравцем у той час і до 1999 року, коли основний воротар Едвін ван дер Сар перейшов у «Ювентус», рідко виходив на поле. Лише після цього з 1999 по 2002 роки був першим воротарем у команді, допомігши їй в 2002 році виграти «золотий дубль» — чемпіонат і Кубок Нідерландів, і того ж року завершив професійну кар'єру.

## Кар'єра тренера
Розпочав тренерську кар'єру відразу ж по завершенні кар'єри гравця, залишившись у «Аяксі», де два роки працював тренером воротарів у молодіжній команді. Потім у 2004—2005 роках був наставником дубля, після чого ще два роки був тренером воротарів першої команди.
У сезоні 2007/08 Грім був помічником тренера Герта Андевіля в «Спарті» (Роттердам).
З 2009 року знову став працювати в тренерському штабі «Аякса»: спочатку був тренером воротарів, пізніше став помічником тренера, а у 2011-2012 роках очолював юнацький склад клубу, з яким виграв NextGen Series.
У жовтні 2012 року очолив клуб «Алмере Сіті», це перша робота Гріма як головного тренера першої команди. З клубом тренер працював протягом трьох років у Еерстедивізі, втім так і не зумів вивести команду до вищого дивізіону.
В кінці червня 2015 року Грім був призначений головним тренером молодіжної збірної Нідерландів. Під його керівництвом Нідерланди не кваліфікувались на молодіжний чемпіонат Європи 2017 року. «Помаранчеві» посіли друге місце в групі кваліфікації за Словаччиною і не потрапили у плей-оф.
У 2016 році Фред Грім став помічником Денні Блінда у збірній Нідерландів. Після того, як Денні Блінд був звільнений 26 березня 2017 року після поразки в матчі відбору на чемпіонату світу 2018 року проти Болгарії (0:2), Грім був призначений тимчасовим тренером. 28 березня 2017 року під його керівництвом Нідерланди в товариській грі програли 1:2 Італії. Згодом під керівництвом Гріма команда виграла товариські матчі проти Марокко (2:1) та Кот-д'Івуару (5:0) 31 травня 2017 року та 4 червня 2017 року відповідно. Після цього головним тренером збірної був призначений Дік Адвокат, а Грім знову став асистентом, втім їм не вдалося вивести голландську команду на чемпіонат світу 2018 року і у листопаді вони були звільнені.
Втім, Грім залишився асистентом Адвоката на його новому місці роботи, у роттердамській «Спарті», яку Адвокат очолив у грудні 2017 року із завданням врятувати команду від вильоту з Ередивізі. За підсумками регулярного чемпіонату клуб потрапив у зону плей-аут, де програв «Еммену» і понизився у класі, після чого обидва тренери покинули клуб.
8 липня 2018 року Грім став новим головним тренером «Валвейка», що виступав у Еерстедивізі, другому за рівнем дивізіоні країни.

## Титули і досягнення
- Чемпіон Нідерландів (4):

«Аякс»: 1994–95, 1995–96, 1997–98, 2001–02
- Володар Кубка Нідерландів (3):

«Аякс»: 1997–98, 1998–99, 2001–02
- Володар Суперкубка Нідерландів (3):

«Аякс»: 1994, 1995, 2002
- Переможець Ліги чемпіонів УЄФА (1):

«Аякс»: 1994–95
- Володар Суперкубка УЄФА (1):

«Аякс»: 1995
- Володар Міжконтинентального кубка (1):

«Аякс»: 1995